# Спаське (Стерлітамацький район)
Спа́ське (рос. Спасское, башк. Спасский) — присілок у складі Стерлітамацького району Башкортостану, Росія. Входить до складу Підлісненської сільської ради.
Населення — 16 осіб (2010; 20 в 2002).
Національний склад:
- українці — 50%
- росіяни — 35%